# 南緯68度線
南緯68度線（なんい68どせん）は、 地球の赤道面より南に地理緯度にして68度の角度を成す緯線である。
南極の中にあり、この緯線は南極大陸と南極海を通過する。この緯度の下では、11月28日頃から1月15日頃までの約1ヶ月半の間は白夜になり、6月8日頃から7月5日頃までの約1ヶ月間は極夜になる。

## 通過する地域一覧
| 地理座標                                               | 国土・領土・領海 | 備考 |
| ------------------------------------------------------ | ---------------- | --- |
| 南緯68度0分 東経0度0分 / 南緯68.000度 東経0.000度      | 南極海           | |
| 南緯68度0分 東経44度3分 / 南緯68.000度 東経44.050度    | 南極大陸         | ドローニング・モード・ランド（ ノルウェーが領有権主張） · オーストラリア南極領土（ オーストラリアが領有権主張）                                     |
| 南緯68度0分 東経69度51分 / 南緯68.000度 東経69.850度   | 南極海           | |
| 南緯68度0分 東経80度5分 / 南緯68.000度 東経80.083度    | 南極大陸         | オーストラリア南極領土（ オーストラリアが領有権主張） アデリーランド（ フランスが領有権主張） オーストラリア南極領土（ オーストラリアが領有権主張） |
| 南緯68度0分 東経148度31分 / 南緯68.000度 東経148.517度 | 南極海           | |
| 南緯68度0分 西経67度13分 / 南緯68.000度 西経67.217度   | 南極大陸         | 南極半島（ アルゼンチン・ チリ・ イギリスが領有権主張する地域）                                                                                     |
| 南緯68度0分 西経60度6分 / 南緯68.000度 西経60.100度    | 南極海           | ウェッデル海 |